# 아오스타 공작

아오스타 공작의 문양

아오스타 공작(Duca d'Aosta)은 이탈리아 귀족의 작위이다. 13세기 신성 로마 제국 황제 프리드리히 2세가 아오스타 백작령을 공국으로 만들면서 설립되었다. 이 지역은 사보이아드 주에 속했으며, 사르데냐의 통치자 또는 이탈리아 왕의 둘째 아들인 사보이아 가문의 여러 왕자들에게 작위가 부여되었다.